# 中野常治
中野 常治 （なかの つねじ、英: Tsuneji Nakano、1950年10月30日 - ）は、日本の元レーシングドライバー。
実子の中野信治もレーシングドライバーの道を選び、1997年から1998年の2シーズンF1世界選手権に参戦した。

## 経歴

### FL500チャンピオン
平日は内装業で働き、週末にレースをする体制で1976年より主に鈴鹿サーキットでのFL500レースに参戦した。1979年よりハヤシレーシングの製作したフォーミュラカーでFL500に参戦。鈴鹿FL500チャンピオンシリーズで年間王座を獲得する。

### フォーミュラ3
1980年からは、発足2年目となった全日本F3選手権（当時の大会名称は「日本F3チャレンジカップ」）にフル参戦。F3での最高位は3位（3回）で、80年のシーズンランキングは6位、81年のシーズンランキングは5位を記録した。F3での同時期参戦ドライバーには中子修、萩原光、茂木和男、鈴木亜久里、小河等、佐々木秀六などがいる。

### シビックレース初代チャンピオン
1981年にはF3と並行して、新創設された「FFスーパーシビックワンメイクレース」に参戦。その初年度にシビックワンメイクの初代シリーズチャンピオンを獲得。高橋国光、黒沢元治、生沢徹など実績あるベテランも参戦した中でのタイトル獲得であり、中野自身も「初めてのFF車にも興味があったし、おもしろそうだから出てみようということになった。輝かしい選手も出ている中、僕は無名でしたが何としてもこの選手たちに負けないというハングリーさをもっていた。接近戦が多く抜きつ抜かれつのすごく厳しい戦いでした。」と語っている。

### フォーミュラ2
1982年、国内最高峰カテゴリである全日本F2にデビュー、富士グランチャンピオンシリーズへも参戦した。F2第2戦富士では最高成績となる8位でチェッカーを受けポイントを獲得した。

### 引退 - 息子のカートレース支援
1982年夏に当時11歳の息子・信治をカート場に誘いレーシングカートを経験させると、この年をもって自身のレース参戦を終了し引退。以後はカート地方選手権への参戦を開始した信治のカートチーム監督として、家業のかたわらカート車両のメンテナンス、レースでのドライビング指導など全面的にサポートした。信治曰く、15歳で無限のカート活動でのワークスドライバーに起用された際に、その年の開幕戦が高校入学試験の日程と重なっていたため、試験を優先し1戦欠場するものと思っていたが、父・常治はレース欠場を仄めかした信治に対し、「おまえ何考えとるねん。これから何で飯を食っていこうと思っとるんや」と突き放すなど、信治にプロのレーサーになる覚悟を植え付けるためにコース内外で厳しい指導だったと述べている（なお、無事に高校への入学も果たした）。年齢が70代を迎え、信治も50代が近づいた頃の近影では穏やかな表情で一緒に写る画像が信治のSNS上にて公開され、「ずっと変わらない真っ直ぐな強さ 父は私にとってずっと変わることのないお手本。」との感謝が記されている。

## レース戦歴

### 全日本F3選手権
| 年     | エントラント               | シャシー    | エンジン     | 車番 | 1     | 2       | 3     | 4     | 5       | 6     | 7       | 8       | 9     | 順位 | ポイント |
| ------ | -------------------------- | ----------- | ------------ | ---- | ----- | ------- | ----- | ----- | ------- | ----- | ------- | ------- | ----- | ---- | -------- |
| 1979年 | ギャロップ・ラルト         | ラルト・RT1 | トヨタ・2T-G | 77   | SUZ   | FSW     | TSU   | FSW   | SUZ Ret | NIS   | SUZ     |         |       | NC   | 0        |
| 1980年 | ギャロップホイール・マーチ | マーチ・793 | トヨタ・2T-G | 77   | SUZ 6 | TSU 16  | FSW 3 | NIS 6 | TSU     | FSW 4 | SUZ 6   | SUZ Ret |       | 6位  | 40       |
| 1981年 | 三益建設マーチ             | マーチ・793 | トヨタ・2T-G | 77   | SUZ 3 | TSU Ret | FSW 7 | MIN 5 | SUG C   | TSU 3 | MIN DNS | SUZ Ret | SUZ 4 | 5位  | 46       |

### 全日本F2選手権
| 年     | エントラント   | シャシー    | エンジン   | 車番 | 1       | 2     | 3       | 4   | 5   | 6   | 順位 | ポイント |
| ------ | -------------- | ----------- | ---------- | ---- | ------- | ----- | ------- | --- | --- | --- | ---- | -------- |
| 1982年 | 三益建設マーチ | マーチ・802 | BMW・M12/7 | 77   | SUZ Ret | FSW 8 | SUZ Ret | SUZ | SUZ | SUZ | 20位 | 3        |